# Surface (TV-serie, 2022)
Surface är en amerikansk drama- och thrillerserie som hade premiär den 29 juli 2022 på Apple TV+, skapad av Veronica West. Seriens andra säsong hade premiär den 21 februari 2025.

## Handling
Serien utspelar sig i San Francisco och kretsar kring Sophie som efter ett sannolikt självmordsförsök drabbats av minnesförlust. När hon med hjälp av närstående försöker pussla ihop sitt liv igen börjar hon ifrågasätta om det hon får berättat för sig verkligen stämmer.

## Rollista (i urval)
- Gugu Mbatha-Raw – Sophie Ellis / Tess Caldwell
- Oliver Jackson-Cohen – James Ellis
- Ari Graynor – Caroline
- François Arnaud – Harrison
- Millie Brady – Eliza
- Marianne Jean-Baptiste – Hannah
- Stephan James – Thomas Baden